# Siboglinum macrobrachium
Siboglinum macrobrachium är en ringmaskart som beskrevs av Southward 1961. Siboglinum macrobrachium ingår i släktet Siboglinum och familjen skäggmaskar. Inga underarter finns listade i Catalogue of Life.